# Фрањевачки самостан у Бачу
Фрањевачки самостан се налази у центру Бача, чине га самостански склоп, у облику квадрата, са унутрашњим двориштем и црква Узнесења Марије. Основали су га каноници Св. Гроба Јерусалимског у 12. веку, да би за време турске власти био претворен у џамију. Од 17. века о самостану се брину фрањевци.
Самостан представља непокретно културно добро као споменик културе од изузетног значаја.
Фрањевачки самостан и црква капитално су обновљени средствима Европске уније и Министарства културе Србије и свечано отворени у јуну 2019. године.

## Историјат

### Подизање самостана
Крсташки ред Св. Гроба Јерусалимског подигао је 1169. године, у самом центру Бача, на темељима старе катедрале, свој самостан и цркву. По својим димензијама и стилу градње, грађевина је у самом врху романске архитектуре, са петостраном апсидом, рађеном комбинацијом камена и цигле, стубовима са главама животиња, на крову „gargoulle” (водориге), са емајлираном оплатом. Унутрашњост је била тип старохришћанске базилике – голи зидови без малтера. Све једнако као и у западној Европи, а исте грађевине налазимо у долини Рајне у Немачкој. Да је то стварно крсташка градња, потврђују и подземне „канџе” које додатно дају стабилност грађевини. Такве избочене стопе нема ни једна друга средњовековна грађевина на овим просторима. Темељи су ширине преко два метра, изграђени од римске црвене цигле.
Регуларни каноници Св. Гроба Јерусалимског (скр. Canonici cruciferi) имали су у Бачу своју препозитуру. Као ред настали су у доба крсташких ратова и на свом оделу имали су крст, па су зато добили име „cruciferi”. Како би се разликовали од осталих крсташа, имали су један велики црвени крст са четири мања на белом плашту.

### Обнова
Године 1241. Монголи – Татари опустошили су самостан. После тога, до краја 13. века, извршена је велика обнова цркве и самостана, цели објекат је додатно утврђен. Црква је добила готичку таваницу са луковима од тесаног камена, а остаци готичког лука и данас се налазе на ходнику поред цркве, који је био осликан фрескама. Изграђен је звоник – кула, у романичко-готичком стилу и самостан је претворен у тврђаву. Код археолошких ископавања постало је видљиво да је постојао и опкоп са водом, додатним зидовима и кулама. У то доба утврђивани су градови и самостани у читавој Угарској.
Након пада Латинског краљевства у Јерусалиму, престала су и путовања крсташа, па је бачки самостан изгубио своје значење као станица на путу за Свету земљу. Одлуком мађарског краља Андрије III Арпада, самостан постаје фрањевачки од 1300. године.

### Самостан под турском влашћу
После пораза угарске војске код Мохача, Турци су 1526. године завладали Бачком, а самостан постаје џамија. За турско време стање у Бачу далеко је боље познато него за време средњег века. Осим турских дефтера и путописа Евлије Челебије, постоје и извештаји црквених визитатора и бискупа, који су походили ове крајеве јужне Угарске под турском влашћу.
У овој вароши има осам муслиманских богомоља. Највећа је стара џамија, која је раније била велики самостан (деyр), који је после освајања претворен у Сулејман-ханову џамију. Дуга је равних 40, а широка равних 30 корака. Торањ, који је у старо доба био звоник, сада је мухамедански минарет. Шиљасти покров на врху овог минарета израђен је уметнички од олова, а личи на ћулах (капу) цариградских бостанџија. Остале богомоље су месџиди. Кад је Сулејман-хан пленио овај град Бач, у ову џамију, која је онда била црква, било се затворило неколико хиљада хришћана са својим благом и својом чељади. Седам дана се водила велика борба. Ту је неколико хиљада муслиманских ратника испило мученичку чашу. На крају, осми дан, ова црква је била освојена. Муслимански ратници су заробили неколико хиљада сужњева и запленили неколико хиљада кеса милионског блага. Муслиманска војска је била задовољена толиким бројем сужњева.— Турски путописац Евлија Челебија, у опису града Бача 1665. године, пише о судбини Фрањевачког самостана и цркве

### Поновно успостављања самостана
Године 1688. када је већа група верника са фрањевцима из Градоврха дошла у Бач, главна џамија Бача опет је враћена у цркву. Успостављен је градовршки самостан у Бачу. Хроника самостана наводи да су дошла тројица браће. Одмах су преуредили џамију у цркву и подигли самостан на брзину од не чврстог материјала. Тек што је самостан обновљен, дошло је до Ракоцијеве буне против аустријске власти. У тој побуни од 1704. до 1711. године самостан је тешко страдао.
Године 1711. гвардијан бачког самостана у Вуковару, фра Марко Драгојевић, започиње обнову самостана и цркве у Бачу. Изградњом западног крила, управа провинције Босне Сребрене, дозволила је да се фрањевци преселе из Вуковара у Бач, (одакле су за време Ракоцијеве буне преселили у Вуковар) у јесен 1715. године. Поново је успостављен новицијат од 1716. до 1728. године.
То западно крило или тракт изграђен је на брзину и од слабог материјала. Преграде су биле од шибља и блата. У приземљу су били: трпезарија, кухиња, болница и гледали су према западу. На спрату је било 12 соба.
Градња јужног и источног крила (данашњи самостан) почела је године 1734. године. Грађевински материјал и новац, припремио је већ 1730. године фра Фрањо Вуковарац. Прикупио је 1777 флорина у новцу, 526 урна вапна и циглу. Та градња и уређење самостана, завршена је 1758. године. Исте године уређена је и сакристија у приземљу, поред звоника. Све просторије су надсвођене болтама.

### Садашњи изглед
Садашњи изглед самостан је добио у том времену, од 1734. до 1768. Све је изграђено доприносом верника жупе Бач као и осталих жупа, којима су управљали бачки фрањевци. Највећи допринос дао је управитељ жупе Сонта, фра Аугустин Стопић. Његовом заслугом изграђено је западно крило, ходник уз цркву, кор и капеле у цркви, тј. покрајна лађа. Тако је бачки самостан добио складну целину, у коју су уклопљене и средњовековне грађевине – црква и звоник. Све под једним кровом, са великим клаустром у средини, постао је типичан фрањевачки самостан, један од већих у садашњој фрањевачкој провинцији.
Уређен је и архив и библиотека, која садржи књиге од 15. до 20. века. Будући да већ 300 година фрањевци нису напуштали самостан, очувано је мноштво старих предмета, посуђа, текстила, црквених одела и још мноштво разних ситница, које сведоче о континуитету од средњег века, али можемо слободно рећи и од римског времена (лапидариј у ходнику уз цркву).
Прве оргуље, из 1716. године (спомен о најстаријим оргуљама на подручју Војводине), замењене су године 1827. новим, великим оргуљама са два мануала, 16 регистара и око 1000 свирала, које су још и данас у функцији, рад мајстора из фрањевачке оргуљарске радионице из Баје.